# Basil Zarov

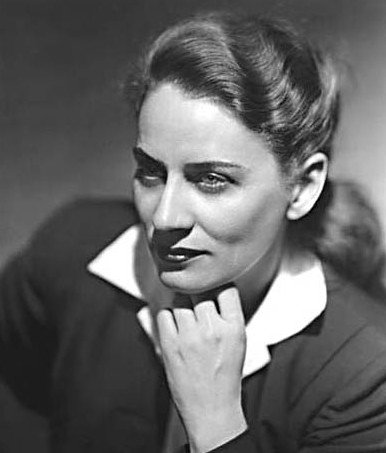
Gabrielle Roy, 1945, studio Annette & Basil Zarov

Basil Zarov (1913, Victoria – 6. května 1998, Toronto) byl kanadský fotograf.

## Životopis
Narodil se ruským rodičům v roce 1913. V roce 1935 se oženil s Annettou Parentovou, se kterou téhož roku založil fotografický ateliér pod názvem Studio Zarov, které působilo až do smrti Annette Parentové.
Od roku 1956 produkoval fotografické reportáže pro několik časopisů a novin: Macleans, Mayfair, Vie des Arts, Art Magazine, Star Weekly, Liberty Magazine, Weekend Magazine, Canadian Interior Magazine a f64.
V roce 1958 se oženil s quebeckou herečkou Denisou Pelletierovou. Cestoval za fotožurnalistickými misemi pro OSN do Konga a na Kypr, poté byl jmenován šéfem mezinárodního tisku pro Expo 67. Během své kariéry realizoval několik zakázek pro uměleckou komunitu, včetně divadla Centaur Theatre a turné Ballets Russes v Kanadě. V letech 1957 a 1960 získaly jeho fotografie ocenění na 9. a 12. ročníku Advertising & Editorial Art du Art Directors Club of Toronto. Více než pět desetiletí fotografoval osobnosti politické scény a kanadské literární a umělecké osobnosti jako byli například: Madeleine Arbor, Stanley Cosgrove, Germaine Guèvremont, Gabrielle Roy, Jean Paul Lemieux, Alfred Pellan, Jean-Paul Riopelle, Françoise Sullivan a další.
Jeho archivní fond se nachází v Library and Archives Canada a obsahuje přes 12 900 fotografií

## Galerie

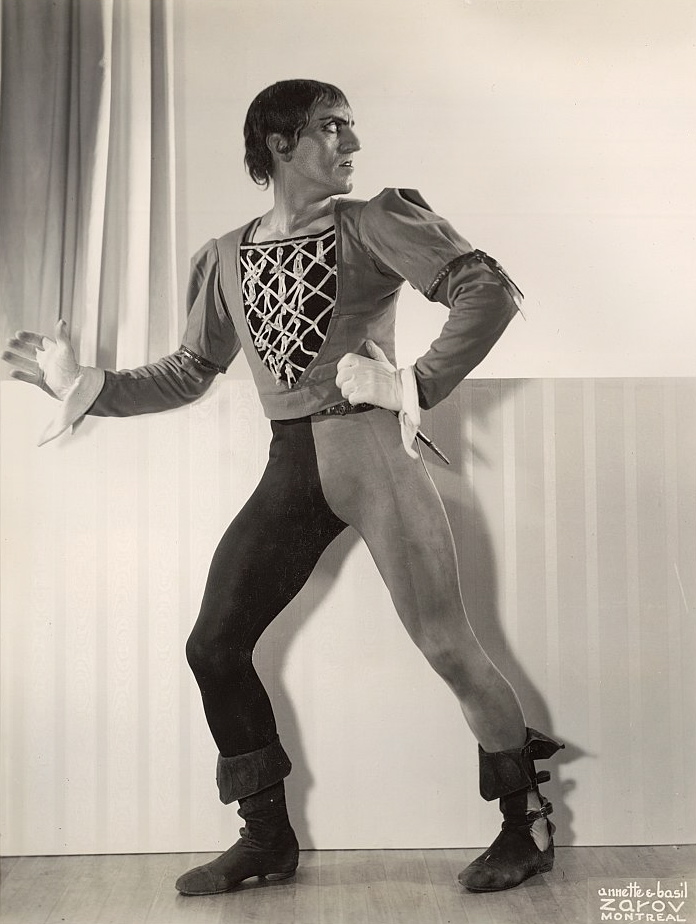
Harcourt Algeranoff (1903-1967), Girolamo, ve Francesca da Rimini, Ballets Russes, studio Annette & Basil Zarov
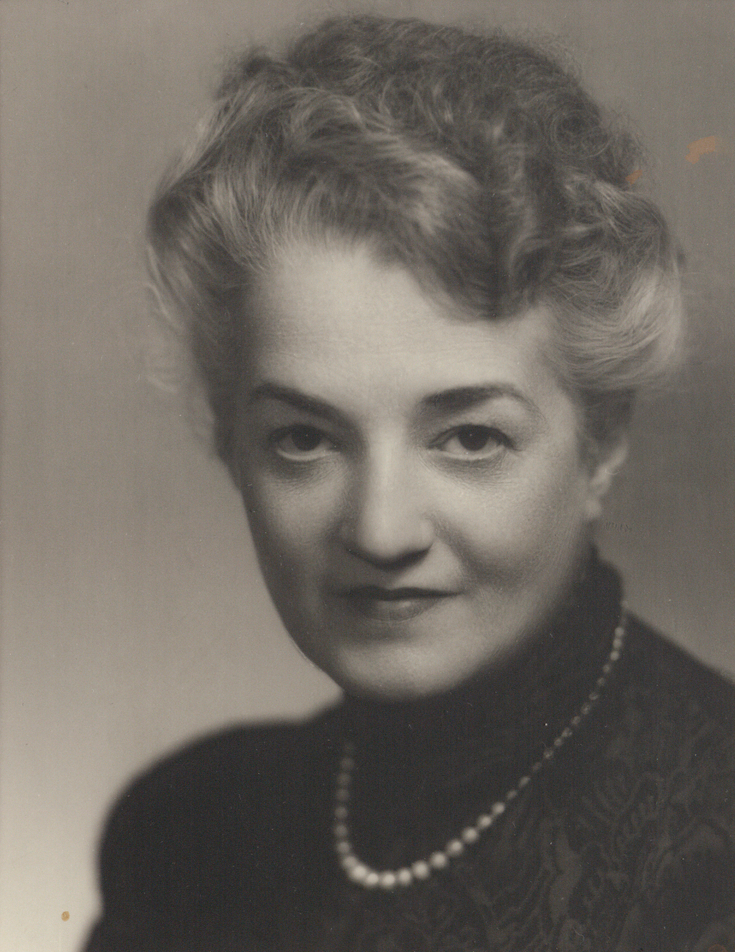
Antonia Nantel, quebecká patronka a správkyně, spoluzakladatelka mimo jiné Orchestre symphonique de Montréal
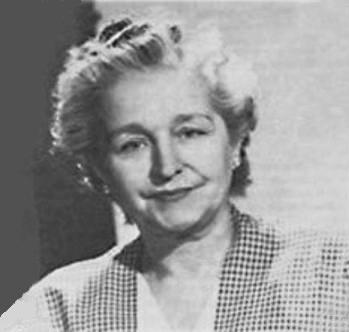
Germaine Guevremont
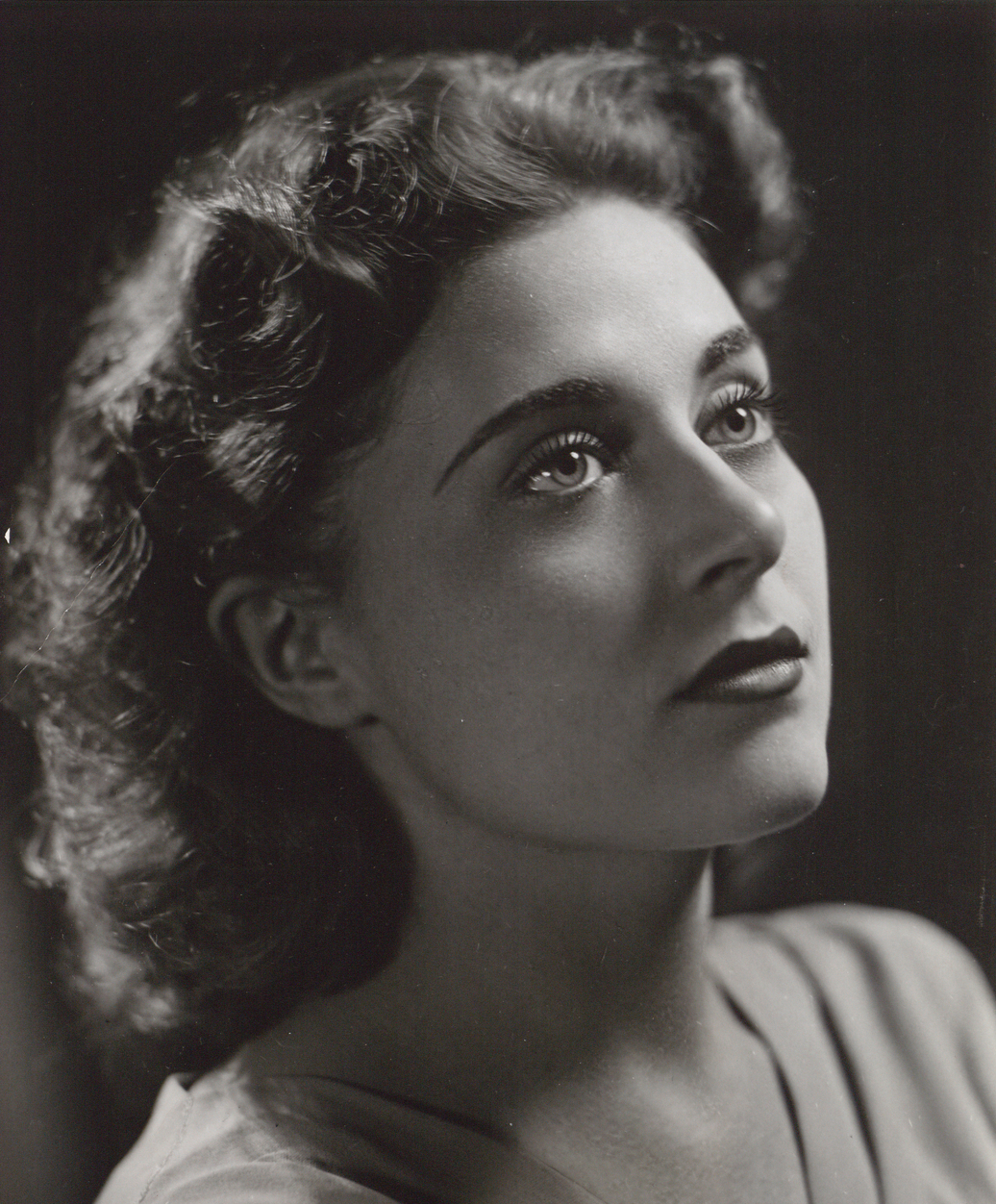
Huguette Oligny, 1945

## Muzea a veřejné sbírky
- Écomusée du fier monde
- Musée McCord[3]
- Musée national des beaux-arts du Québec[4]